# آنزیم‌های گوارشی

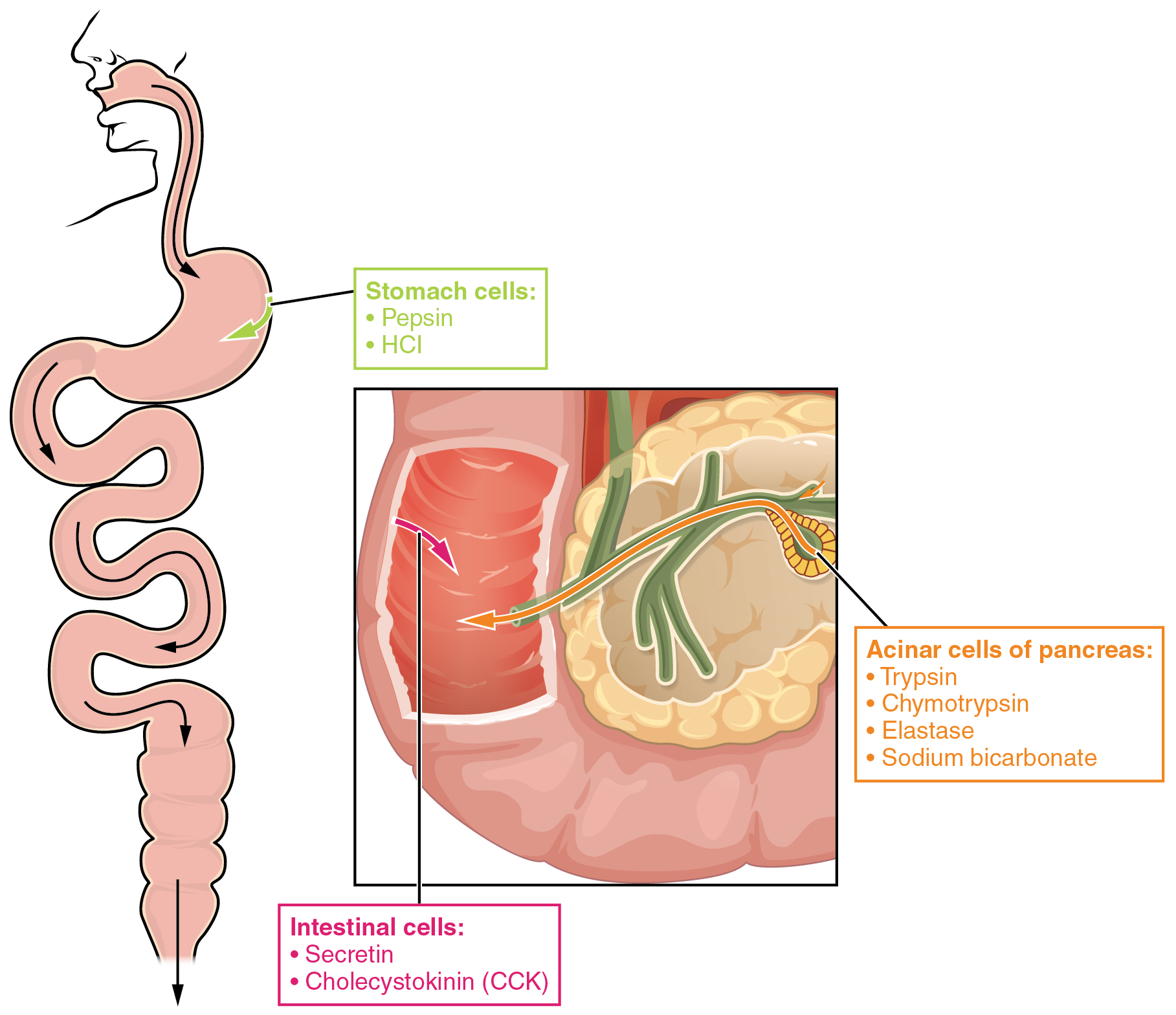
آنزیم ها و هورمون های گوارشی

آنزیم‌های گوارشی (به انگلیسی: Digestive enzymes) گروهی از  هستند . که ماکرومولکول‌ها را برای تسهیل جذب آن‌ها توسط بدن به عناصر سازندهٔ کوچک‌تر تجزیه می‌کنند. آنزیم‌های گوارشی در دستگاه گوارش انسان و سایر جانوران و در مجاری گوارشی گیاهان گوشت‌خوار یافت می‌شوند. این آنزیم‌ها همچنین درون سلول‌ها، به ویژه در لیزوزوم‌ها یافت می‌شوند. آنزیم‌های گوارشی با ویژگی‌های متنوع خود در ترشحات معده، لوزالمعده، رودهٔ کوچک، رودهٔ بزرگ و بزاق یافت می‌شوند.
آنزیم‌های گوارشی بر اساس نوع مادهٔ هدف خود به انواع مختلفی تقسیم می‌شوند.
- لیپازها: چربی‌ها و روغن‌ها را به اسیدهای چرب تجزیه می‌کنند.
- پروتئازها و پپتیدازها: پروتئین‌ها را به پپتیدهای کوچک و اسیدهای آمینه تجزیه می‌کنند.
- آمیلازها: کربوهیدرات‌ها مانند نشاسته و قندها را به قندهای ساده مانند گلوکز تبدیل می‌کنند.
- نوکلئازها: اسیدهای نوکلئیک را به نوکلئوتیدهای سازنده تجزیه می‌کنند.

در دستگاه گوارش انسان، محل‌های اصلی گوارش غذا دهان، معده و رودهٔ کوچک است. آنزیم‌های گوارشی توسط غدد برون‌ریز مختلف ترشح می‌شوند از جمله:
- غدد بزاقی
- غدد موجود در دیوارهٔ معده
- سلول‌های ترشحی (جزایر لانگرهانس) در لوزالمعده
- غدد ترشحی در رودهٔ کوچک

## دهان
مواد غذایی و ترکیبات پیچیده‌ای که توسط جانوران و انسان خورده می‌شوند، باید پیش از جذب، به مواد سادهٔ محلول و قابل انتشار تبدیل شوند. در حفرهٔ دهان، غدد بزاقی مجموعه‌ای از آنزیم‌ها و موادی را ترشح می‌کنند که به گوارش غذا و همچنین ضدعفونی کردن آن کمک می‌کنند که شامل موارد زیر هستند:
- لیپاز بزاقی: گوارش لیپیدها و چربی‌ها را در دهان آغاز می‌کند.
- آمیلاز بزاقی: گوارش کربوهیدرات‌ها نیز در دهان شروع می‌شود. آمیلاز که توسط غدد بزاقی تولید می‌شود، کربوهیدرات‌های پیچیده (عمدتاً نشاسته) را به زنجیره‌های کوچک‌تر و قندهای ساده می‌شکند. گاهی از آن با عنوان پتیالین نام برده می‌شود.
- لیزوزیم: ضدعفونی‌کنندهٔ محدود و غیراختصاصی علیه عوامل بیماری‌زای موجود در غذاها

غدد بزاقی بر اساس نوع ترشحات دو دسته هستند:
- غدد سروزی: این غدد ترشحاتی غنی از آب، الکترولیت و آنزیم تولید می‌کنند. مانند غدد بناگوشی
- غدد مخلوط: این غدد شامل غدد زیرزبانی و غدهٔ زیرآرواره‌ای هستند. ترشحات این دو غده، مخاطی، غلیظ‌تر و دارای گران‌روی بالاست.

## معده
آنزیم‌های معده نقش اصلی را در گوارش غذا دارند. معده هم از نظر مکانیکی با مخلوط کردن و خرد کردن غذا و هم از نظر ترشحات آنزیمی به گوارش غذا کمک می‌کند.
- پپسین آنزیم اصلی معده است و توسط سلول‌های معده به شکل غیرفعال پپسینوژن تولید می‌شود که یک مادهٔ زیموژن است. پپسینوژن سپس با تأثیر اسید معده به شکل فعال خود یعنی پپسین، فعال می‌شود. پپسین، پروتئین موجود در غذا را به ذرات کوچک‌تر مانند قطعات پپتید و اسیدهای آمینه تجزیه می‌کند؛ بنابراین گوارش پروتئین‌ها برخلاف کربوهیدرات و لیپیدها، که هضم خود را در دهان آغاز می‌کنند از معده شروع می‌شود. (البته مقدار کمی از آنزیم کالیکرئین که پروتئین خاصی را کاتابولیزه می‌کند، در بزاق دهان یافت می‌شود).
- لیپاز معده: لیپاز معده اسیدی است و پی‌اچ بهینهٔ آن ۳ تا ۶ است. لیپاز معده، همراه با لیپاز لینگوال، دو لیپاز اسیدی هستند و این لیپازها برخلاف لیپازهای قلیایی (مانند لیپاز پانکراس) برای فعالیت بهینهٔ آنزیمی به اسید صفراوی یا کولیپاز احتیاج ندارند. لیپازهای اسیدی حدود ۳۰٪ از هیدرولیز چربی را در انسان‌های بالغ انجام می‌دهند. در نوزادان، لیپازهای اسیدی از اهمیت بیشتری برخوردار هستند و تا ۵۰٪ از فعالیت تجزیهٔ چربی‌ها را بر عهده دارند.

## لوزالمعده
لوزالمعده، غده‌ای هم درون‌ریز و هم برون‌ریز است. هورمون‌های غدد درون‌ریز ترشح‌شده به دستگاه گردش خون مانند انسولین و گلوکاگون، کنترل متابولیسم گلوکز را انجام می‌دهند. ترشحات برون‌ریز لوزالمعده هم به دستگاه گوارش وارد می‌شوند.
- لوزالمعده مجموعه‌ای از ترکیبات مختلف را تحت عنوان شیرهٔ لوزالمعده تولید و ترشح می‌کند که حاوی آنزیم‌های گوارشی زیر است:[۲]
- تریپسینوژن: یک پروتئاز غیرفعال (زیموژنیک) است و پس از فعال شدن در دوازدهه به تریپسین، پروتئین‌های موجود در غذا را به اسیدهای آمینه تجزیه می‌کند. تریپسینوژن از طریق آنزیم دوازدهه (انتروکیناز) به شکل فعال آن یعنی تریپسین فعال می‌شود.
- کیموتریپسینوژن: که یک پروتئاز غیرفعال (زیموژنیک) است و پس از فعال شدن توسط انتروکیناز، به کیموتریپسین تبدیل شده و پروتئین‌ها را تجزیه می‌کند. کیموتریپسینوژن همچنین می‌تواند توسط تریپسین فعال شود.
- کربوکسی‌پپتیداز: یک پروتئاز است که اسید آمینهٔ انتهایی را از یک پروتئین جدا می‌کند.
- چندین الاستاز که پروتئین الاستین و برخی پروتئین‌های دیگر را تجزیه می‌کنند.
- لیپاز لوزالمعده: که تری‌گلیسرید را به دو اسید چرب و یک مونوگلیسرید تجزیه می‌کند.[۳]
- استرول استراز
- فسفولیپاز
- چندین آنزیم نوکلئاز که تجزیهٔ اسیدهای نوکلئیک را انجام می‌دهند مانند DNAaseها و RNAaseها
- آمیلاز لوزالمعده: باعث تجزیهٔ نشاسته و گلیکوژن به اجزای ساده‌تر می‌شود. انسان و بسیاری از جانوران دیگر فاقد آنزیم‌های تجزیه‌کنندهٔ سلولز هستند.

## رودهٔ کوچک
در رودهٔ کوچک، عملکرد اصلی آنزیم‌ها گوارش و تجزیهٔ هرچه بیشتر کیموس (مواد ورودی از معده) است. برخی از این آنزیم‌ها عبارت‌اند از:
- اگزوپپتیدازها و اندوپپتیدازهای مختلف از جمله دی‌پپتیداز و آمینوپپتیدازها که پپتون‌ها و پلی‌پپتیدها را به اسیدهای آمینه تبدیل می‌کنند.[۴]
- مالتاز: مالتوز را به گلوکز تبدیل می‌کند.
- لاکتاز: آنزیمی که لاکتوز را به گلوکز و گالاکتوز تبدیل می‌کند. بیشتر جمعیت خاورمیانه و آسیا فاقد این آنزیم هستند. ترشح این آنزیم نیز با افزایش سن کاهش می‌یابد.
- ساکاراز: ساکارز را به گلوکز و فروکتوز تبدیل می‌کند.
- سایر دی‌ساکاریدازها

## گیاهان
در گیاهان گوشت‌خوار، آنزیم‌ها و اسیدهای گوارشی، حشرات یا جانوران کوچک را تجزیه می‌کنند. در برخی از این گیاهان، برگ برای افزایش تماس روی طعمه فرو می‌آید. برخی از این گیاهان هم دارای یک ظرف کوچک مایع گوارشی هستند. این مایع برای هضم طعمه استفاده می‌شود تا به اجزاء کوچک‌تر تبدیل شده و در نهایت نیترات و فسفر مورد نیاز گیاه فراهم شود.
برخی از گیاهان گوشت‌خوار مانند کوزه‌مرداب‌ها از آنزیم‌های گوارشی استفاده نمی‌کنند، بلکه برای تجزیهٔ غذا از باکتری‌ها استفاده می‌کنند.
برخی از آنزیم‌های گوارشی در گیاهان گوشت‌خوار:
- فرایند آبکافت
- استراز؛ یک آنزیم هیدرولاز
- پروتئازها
- نوکلئازها
- فسفاتازها
- گلوکانازها
- پراکسیدازها
- کیتینازها